# Самборівка
Са́мборівка — село в Україні, у Куп'янському районі Харківської області. Входить до складу Кіндрашівської сільської громади. Населення становить 40 осіб.

## Географія
Село Самборівка знаходиться біля витоків річки Куп'янка, нижче за течією на відстані 2 км розташоване село Смородьківка, за 1 км — колишнє село Кленки. До села примикає невеликий лісовий масив.

## Історія
- 1747 — дата першої згадки[1]
- 7 (20) листопада 1917 року, відповідно до Третього Універсалу Української Центральної Ради, увійшло до складу Української Народної Республіки[2].
- До 2020 року орган місцевого самоврядування — Гусинська сільська рада.
- 12 червня 2020 року, відповідно до розпорядження Кабінету Міністрів України № 725-р «Про визначення адміністративних центрів та затвердження територій територіальних громад Харківської області», увійшло до складу Кіндрашівської сільської територіальної громади[3].

## Походження назви
Назва походить від прізвища першого власника села - сотника Федора Самборського

## Економіка
- Фермерське господарство «НЕКТАР».

## Об'єкти соціальної сфери
- Школа.